# Mohamed El Monir
Mohamed El Monir Abdussalam (Tripoli, 8 aprile 1992) è un calciatore libico, difensore dell'Al-Ittihad Tripoli e della nazionale libica.

## Carriera

### Nazionale
Ha esordito in Nazionale nel 2012.

## Palmarès

### Competizioni nazionali
- MLS Supporters' Shield: 1

Los Angeles FC: 2019